# Abraham Kurland
Abraham Kurland, né le 10 juin 1912 à Odense et mort le 14 mars 1999, est un lutteur danois spécialiste de la lutte gréco-romaine.

## Carrière
Abraham Kurland participe aux Jeux olympiques d'été de 1932 à Los Angeles et remporte la médaille d'argent dans la catégorie des poids légers.